# Unimog 405.110
Der Unimog SH und der Unimog T mit dem Baumuster 405.110 waren gepanzerte militärische Fahrzeuge auf Basis des Unimog S. Die Fahrgestelle baute Daimler-Benz, der Aufbau stammte von Ruhrstahl. Komplettiert wurden die Fahrzeuge bei einer externen Firma in Schweden. Zwischen 1956 und 1962 entstanden etwa 30 Fahrzeuge.

## Geschichte und Entwicklung
Bei Daimler-Benz wurde kurz nach Beginn der Produktion der Hauptserie des Unimog S im Oktober 1956 mit der Entwicklung eines gepanzerten Fahrzeuges begonnen. Zielsetzung war es, ein beschusssicheres Fahrzeug zu entwickeln, das genauso schnell und wendig sein sollte wie der Unimog S. Die Entwicklungsarbeiten begannen im Spätherbst 1956, der erste Prototyp war Ende 1956/Anfang 1957 fertig montiert. Der Motor wurde im Heck des Fahrzeuges eingebaut, daher kommt auch die Typbezeichnung SH (Unimog S mit Heckmotor). Bereits 1956 wurde der erste, noch unfertige Prototyp auf dem Unimogtestgelände „Sauberg“ kanadischen Offizieren vorgestellt. 1957 sollen sechs Fahrgestelle nach Indien ausgeliefert worden sein. Die restlichen Fahrgestelle wurden bis 1960 in Gaggenau komplettiert und nach Schweden zur Endmontage verbracht. Die belgische Regierung bestellte Ende der 1950er-Jahre 24 Fahrzeuge des Typs Unimog SH für die Polizei der Kolonie Belgisch Kongo, von denen aber wegen des anhaltenden bewaffneten Konfliktes nur neun ausgeliefert wurden. Sie wurden im Bürgerkrieg im Kongo ab 1962 von UN-Friedenstruppen aus Äthiopien eingesetzt. Die restlichen 15 Fahrzeuge verblieben in Schweden und wurden 1972 nach Irland verkauft. Nach der Ausmusterung Ende der 1980er-Jahre gelangten drei Fahrzeuge zu privaten Sammlern, zwei in Museen.
Nach weiteren Tests 1961 in Belgien und Vorführungen vor Vertretern der Bundeswehr wurde die Entwicklung eines verbesserten Fahrzeuges, des Unimog T, angestoßen. Geplant war der Unimog T als Fahrzeug für Grenadiere und für Funk- und Sanitätskompanien. Der erste Prototyp wurde im Juli 1962 an das Bundesverteidigungsministerium ausgeliefert. Zirka sechs Fahrzeuge sollen mit verschiedenen Aufbauten und Ausrüstungen versehen worden sein. Da die Bundeswehr das Fahrzeug nicht bestellte, wurde es nicht in Serie gebaut.
Die mit dem Unimog SH und Unimog T gesammelten Erfahrungen flossen in die Entwicklung des UR-416 ein.

## Beschreibung
Der Unimog SH ist ein zweiachsiges gepanzertes Radfahrzeug. Er hat ein modifiziertes Fahrgestell eines Unimog S, dessen Radstand auf 2350 mm verkürzt wurde. Die Reifen sind Niederdruckreifen der Größe 12–18″. Der im Heck eingebaute Motor, der Mercedes-Benz M 180, ist ein Reihensechszylinderottomotor mit 2195 cm3 Hubraum und leistet je nach Ausführung 66 bis 70 kW. Neben den Motor wurden die Kraftstoffbehälter auf dem hinteren linken Kotflügel platziert. Auch Kühler und Abgasanlage sind im Heckbereich des Fahrzeuges. Zwischen den vorderen Kotflügeln rechts der Fahrzeugmitte ist der Fahrerplatz des Fahrzeuges, der somit über der Vorderachse ist. Der Unimog SH hat eine ZF-Hydrolenkung. Schwierig gestaltete sich die Bedienung des Lenkrades, das unergonomisch vom Fahrer nach vorn weggeklappt montiert ist, sodass es unter die Vorderwand des Fahrzeuges passt. Auf dem rechten Kotflügel ist der Armaturenträger des Unimog SH montiert. Auf das Fahrgestell wurde ein Panzeraufbau gesetzt.
Beim konstruktiv sehr ähnlichen Unimog T wurde der Radstand von 2900 mm gewählt, die Bodenfreiheit beträgt 450 mm. Bei der Motorisierung wurde die Leistung auf 67,5 kW festgelegt, anders als beim Unimogs SH wurden Reifen der Größe 14,5–20″ verwendet. Der Panzeraufbau aus Spezialstahl hat eine Materialstärke von 5 bis 10 mm. Die Fahrzeugmasse beträgt etwa 6500 kg, die Höchstgeschwindigkeit 85 km/h.

## Baumusterübersicht
| Baumuster | Modellbezeichnung | Fahrerhaus | Radstand | Leistung | Prototyp-Produktionszahlen | Anmerkungen       |
| --------- | ----------------- | ---------- | -------- | -------- | -------------------------- | ----------------- |
| 405.110   | Unimog SH         | –          | 2350 mm  | 66–70 kW | 24                         | Sonderfahrgestell |
| 405.110   | Unimog T          | –          | 2900 mm  | 67,5 kW  | 6                          | Sonderfahrgestell |